# Santuário do Caaró
O Santuário do Caaró é um santuário localizado no município gaúcho de Caibaté. Localiza-se à dois quilômetros do trevo de acesso à cidade de Caibaté, na BR-285. O local homenageia a morte dos santos mártires missioneiros, Roque González de Santa Cruz, Afonso Rodrigues e Juan del Castillo (ou João de Castilho), ocorridas em 1628.
Caaró foi uma redução missioneira fundada na primeira fase da evangelização dos índios, em 1628, pelo padre Roque González de Santa Cruz, acompanhado do padre Afonso Rodrigues, que foram mortos pelos índios 15 dias depois, uma ordem do Cacique Nheçu, o principal feiticeiro da região. O padre João de Castilho também foi morto pelos índios, mas na redução de Assunção de Ijuí, hoje município de Roque Gonzales.
Em 1934, o Papa Pio XI declarou a beatificação dos Três Mártires das Missões, e no dia 16 de maio de 1988, o Papa João Paulo II canonizou-os, declarando-os Santos oficialmente.
No santuário existe a Capela dos Santos Mártires, em cujo interior se encontram as imagens dos santos mártires, bem como uma representação do coração do Padre Roque Gonzales, que até hoje é preservado no Colégio dos Jesuítas em Assunção, no Paraguai. Também há um monumento erigido no local do martírio dos padres.
Anualmente uma romaria reúne os milhares de fiéis e devotos vindos de várias partes da região missioneira, inclusive de outros países, que peregrinam ao lugar do martírio desses três padres missioneiros.